# Panicino, Tărgoviște
Panicino (în bulgară Паничино) este un sat în comuna Omurtag, regiunea Tărgoviște,  Bulgaria. 

## Demografie
Componența etnică a satului Panicino
     Romi (16,66%)
     Turci (60,49%)
     Bulgari (21,6%)
     Nicio identificare (1,23%)
La recensământul din 2011, populația satului Panicino era de 162 locuitori. Din punct de vedere etnic, majoritatea locuitorilor (60,49%) erau turci, existând și minorități de bulgari (21,6%) și romi (16,66%). Pentru 1,23% din locuitori nu este cunoscută apartenența etnică.